# Cabañes de Esgueva
Cabañes de Esgueva – gmina w Hiszpanii, w prowincji Burgos, w Kastylii i León, o powierzchni 26,57 km². W 2011 roku gmina liczyła 202 mieszkańców.